# Angola i olympiska sommarspelen 2008
Angola i olympiska sommarspelen 2008 bestod av idrottare som blivit uttagna av Angolas olympiska kommitté.

## Basket
- Huvudartikel: Basket vid olympiska sommarspelen 2008
- Herrar

| Lag      | V | F | PF  | PA  | PDiff | Poäng |
| -------- | - | - | --- | --- | ----- | ----- |
| USA      | 5 | 0 | 515 | 354 | +161  | 10    |
| Spanien  | 4 | 1 | 418 | 369 | +49   | 9     |
| Grekland | 3 | 2 | 415 | 375 | +40   | 8     |
| Kina     | 2 | 3 | 366 | 400 | -34   | 7     |
| Tyskland | 1 | 4 | 330 | 390 | -60   | 6     |
| Angola   | 0 | 5 | 321 | 477 | -156  | 5     |

| 2008-08-10 |          |         |
| Tyskland   | 95 – 66  | Angola  |
| 2008-08-12 |          |         |
| Angola     | 76 – 97  | USA     |
| 2008-08-14 |          |         |
| Angola     | 68 – 85  | Kina    |
| 2008-08-16 |          |         |
| Grekland   | 102 – 61 | Angola  |
| 2008-08-18 |          |         |
| Angola     | 50 – 98  | Spanien |

## Friidrott
- Huvudartikel: Friidrott vid olympiska sommarspelen 2008

Förkortningar
- Noteringar – Placeringarna avser endast löparens eget heat
- Q = Kvalificerad till nästa omgång
- q = Kvalificerade sig till nästa omgång som den snabbaste idrottaren eller, i fältgrenarna, via placering utan att uppnå kvalgränsen.
- NR = Nationellt rekord
- N/A = Omgången ingick inte i grenen
- Bye = Idrottaren behövde inte delta i denna omgång

Herrar
Bana och landsväg
| Idrottare     | Gren    | Final    | Final     |
| Idrottare     | Gren    | Resultat | Placering |
| ------------- | ------- | -------- | --------- |
| João N'Tyamba | Maraton | DNF      | DNF       |

## Handboll
- Huvudartikel: Handboll vid olympiska sommarspelen 2008

Damer
| Nr | Pos. | Namn                 | Födelsedatum (ålder)      | Klubb          |
| -- | ---- | -------------------- | ------------------------- | -------------- |
| 1  | MV   | Maria Odeth Tavares  | 18 augusti 1976 (31 år)   | 1º de Agosto   |
| 2  | HY   | Maria Teresa Eduardo | 17 september 1973 (34 år) | ASA            |
| 3  | HY   | Ilda Maria Bengue    | 30 oktober 1974 (33 år)   | Petro Atlético |
| 4  | HY   | Azenaide Carlos      | 14 juni 1990 (18 år)      | ASA            |
| 5  | HY   | Filomena Trindade    | 26 september 1971 (36 år) | Petro Atlético |
| 6  | P    | Bombo Calandula      | 23 februari 1983 (25 år)  | Petro Atlético |
| 8  | HY   | Nair Almeida         | 23 januari 1984 (24 år)   | 1º de Agosto   |
| 9  | VY   | Wuta Dombaxe         | 5 april 1986 (22 år)      | ASA            |
| 10 | HY   | Isabel Fernandes     | 5 juni 1985 (23 år)       | Petro Atlético |
| 12 | MV   | Maria Rosa Pedro     | 29 december 1982 (25 år)  | Petro Atlético |
| 13 | MB   | Luisa Kiala          | 25 januari 1982 (26 år)   | Petro Atlético |
| 14 | VY   | Natalia Bernardo     | 25 december 1986 (21 år)  | Petro Atlético |
| 15 | VY   | Elisabeth Cailo      | 2 juli 1987 (21 år)       | 1º de Agosto   |
| 17 | P    | Elizabeth Viegas     | 20 januari 1985 (23 år)   | ASA            |

Gruppspel
| Nr | Land      | SM | V | O | F | GM  | IM  | MS  | Poäng |
| -- | --------- | -- | - | - | - | --- | --- | --- | ----- |
| 1  | Norge     | 5  | 5 | 0 | 0 | 154 | 106 | +48 | 10    |
| 2  | Rumänien  | 5  | 4 | 0 | 1 | 150 | 114 | +38 | 8     |
| 3  | Kina      | 5  | 2 | 0 | 3 | 122 | 135 | -13 | 4     |
| 4  | Frankrike | 5  | 2 | 0 | 3 | 121 | 128 | -7  | 4     |
| 5  | Kazakstan | 5  | 1 | 1 | 3 | 109 | 137 | -28 | 3     |
| 6  | Angola    | 5  | 0 | 1 | 4 | 109 | 147 | -38 | 1     |

## Kanotsport
Sprint
| Kanotist                | Gren                 | Heat     | Heat      | Semifinal        | Semifinal        | Final            | Final            |
| Kanotist                | Gren                 | Tid      | Placering | Tid              | Placering        | Tid              | Placering        |
| ----------------------- | -------------------- | -------- | --------- | ---------------- | ---------------- | ---------------- | ---------------- |
| Fortunato Luis Pacavira | Herrarnas C-1 500 m  | 2:13.265 | 8         | Gick inte vidare | Gick inte vidare | Gick inte vidare | Gick inte vidare |
| Fortunato Luis Pacavira | Herrarnas C-1 1000 m | 4:39.538 | 7 QS      | 4:40.697         | 9                | Gick inte vidare | Gick inte vidare |

## Simning
- Huvudartikel: Simning vid olympiska sommarspelen 2008

## Volleyboll
- Huvudartikel: Volleyboll vid olympiska sommarspelen 2008